# Dan Carter
Pour les articles homonymes, voir Carter.

a Compétitions nationales et continentales officielles uniquement.

b Matchs officiels uniquement.
Dernière mise à jour le 4 juin 2020.
Daniel William Carter dit « Dan » Carter, né le 5 mars 1982 à Leeston, est un joueur néo-zélandais de rugby à XV. Au cours de sa carrière, il évolue au poste de demi d'ouverture même s'il peut également jouer en tant que centre.  Il détient trois titres de meilleur joueur du monde (2005, 2012 et 2015), un record partagé avec son coéquipier Richie McCaw.  
International All Black de 2003 à 2015, il est considéré comme le meilleur demi d'ouverture de l'histoire de cette équipe. Le 12 juin 2010, il est le quatrième buteur (après Neil Jenkins, Diego Domínguez et Jonny Wilkinson) à passer les 1 000 points inscrits en équipe nationale, après la victoire des All Blacks contre l'Irlande 66 à 28 en test match. Il bat une première fois le record de Wilkinson établi à 1 111 points lors de la victoire néo-zélandaise contre les Springboks à l'occasion de la cinquième rencontre du Tri-nations 2010 totalisant 1 118 points. Il porte finalement son record mondial de points à 1598 à l'issue de la finale de la Coupe du monde 2015. 
Sacré champion du monde en 2011 malgré une blessure en début de compétition qui le conduit à déclarer forfait pour le reste de celle-ci, il dispute l'édition 2015 en Angleterre et remporte la finale face à l'Australie (34-17) où il marque 19 points et où les All Blacks deviennent la première équipe triple championne du monde et la première à conserver le titre. Élu pour la troisième fois joueur de l'année par World Rugby, il met dans la foulée un terme à sa carrière internationale et rejoint le Racing 92 dans le championnat de France Top 14. Entre 2018 et avril 2020, il joue pour le club des Kobelco Steelers en Top League au Japon. Il prend officiellement sa retraite de joueur en février 2021.
En 2023, il est introduit au Temple de la renommée World Rugby.

## Biographie

### Vie personnelle
Daniel Carter est né à Leeston,, à une quarantaine de kilomètres de Christchurch.
Depuis 2004, il est le compagnon de Honor Dillon, une joueuse de hockey sur gazon devenue responsable de marque. Ils se fiancent en octobre 2010. Leur mariage est célébré le 9 décembre 2011 à Marlborough en présence de plusieurs de ses coéquipiers All Blacks dont le capitaine Richie McCaw. Il est devenu père en mars 2013 d'un petit garçon appelé Marco James, et en avril 2015, il devient père d'un deuxième garçon appelé Fox William. Son troisième fils Rocco George naît le 14 janvier 2019.

### Carrière en club

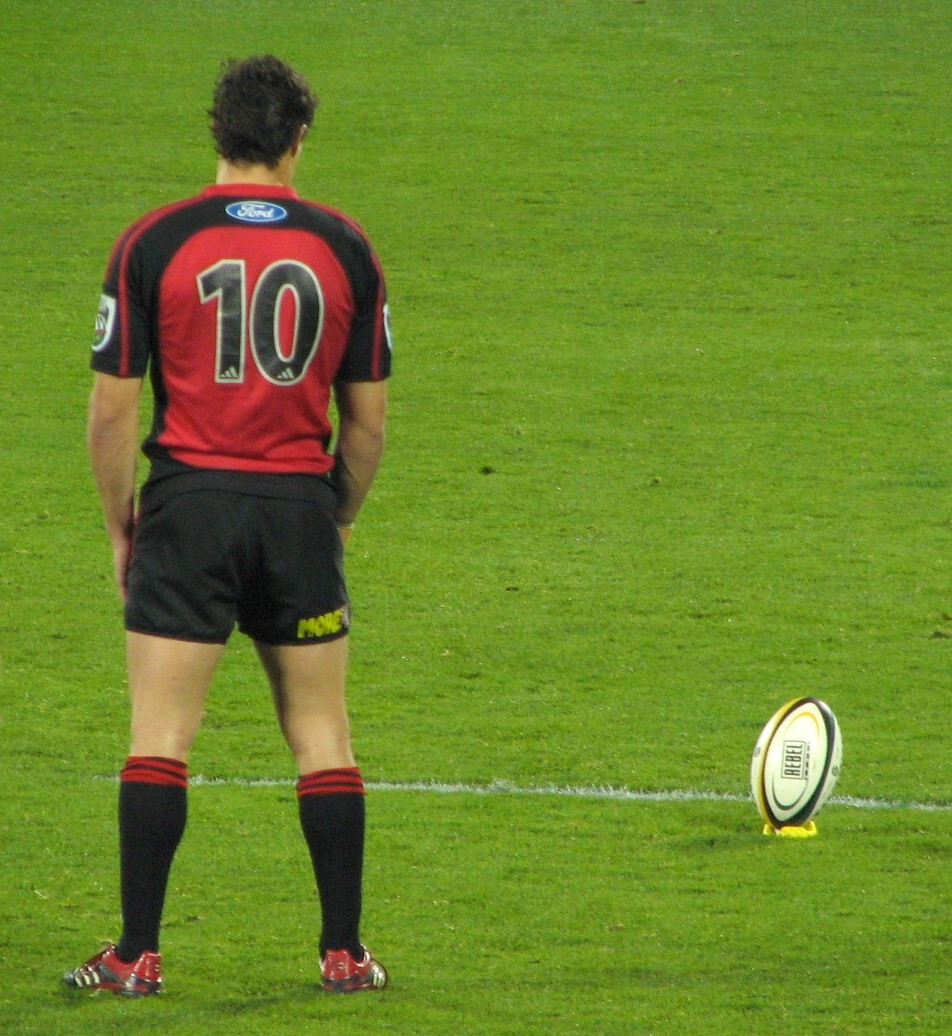
Dan Carter s'apprêtant à tirer une pénalité.

Dan Carter fait ses débuts dans l'équipe provinciale de Canterbury dans le championnat des provinces néo-zélandais en 2002. En 2003, il participe avec la franchise des Crusaders à son premier Super 12. Il joue au poste de premier centre aux côtés d'Andrew Mehrtens, considéré comme l'un des meilleurs demis d'ouverture de l'histoire des All Blacks. Rapidement, l'élève surpasse le maître, et Carter prend la place de Mehrtens au poste d'ouvreur en 2005. C'est à ce poste qu'il remporte l'édition 2005 du Super 12, et le Super 14, compétition qui succède au Super 12, lors de l'édition 2006.  
Alors qu'il est au faîte de sa renommée, les équipes européennes se bousculent pour l'engager en 2008. D'abord sollicité par des clubs britanniques (Cardiff Blues, Northampton Saints), puis par le Stade toulousain, Dan Carter hésite en fin de compte entre le RC Toulon qui lui offre 800 000 euros pour la saison et l'USAP Perpignan, dont il accepte finalement la proposition de 700 000 euros le 27 juin 2008 pour la saison 2008-2009, la possibilité de jouer la Coupe d'Europe ayant fait pencher la balance,. Il rejoint son nouveau club en décembre 2008 après la tournée des All Blacks en Europe et dispute son premier match contre Leicester en Coupe d'Europe. Il inscrit 16 des 26 points de son équipe qu'il mène à la victoire 26 à 20.
Le 31 janvier 2009, sur la dernière action du match opposant l'USAP au Stade français au Stade de France, il est victime, sur un plaquage de Juan Martín Hernández, d'une rupture partielle du tendon d'Achille qui l'éloigna des terrains pendant six mois. Il est opéré à Lyon par le professeur David Dejour. Son aventure catalane se termine après seulement cinq matches (quatre de Top 14, un de Coupe d'Europe), mais il lèvera quand même le Bouclier de Brennus, qui sacre le champion de France, le 6 juin 2009 au Stade de France après la victoire de l'USAP contre l'ASM Clermont Auvergne.
Il repart ensuite pour la Nouvelle-Zélande et rejoue son premier match fin juillet avec le club de Southbridge, sa ville natale, dont il n'avait plus porté le maillot depuis les juniors, avant de réintégrer l'équipe de Canterbury dès la semaine suivante pour un match de championnat des provinces. Par ailleurs, alors qu'il était pressenti à Auckland qui lui offrait environ 300 000 euros par saison, il annonce qu'il reste avec les Crusaders jusqu'en 2011.
Le 2 avril 2010, il devient le deuxième joueur, après l'Australien Stirling Mortlock, à marquer plus de 1 000 points dans le Super 12/14.
En décembre 2014, il annonce qu'il rejoindra le club francilien du Racing 92 après la Coupe du Monde de rugby 2015.
En 2018, il quitte le club francilien pour rejoindre les Kobelco Steelers en Top League au Japon. En décembre, il remporte ce championnat en s'imposant en finale face aux champions en titre, les Suntory Sungoliath (55-5).
En mars 2019, son retour est prévu au sein du Racing 92 pour une pige de quelques mois en tant que joker médical. Cependant, des examens médicaux révèlent quelques jours plus tard des problèmes aux cervicales incompatibles avec les règlements en vigueur en France, empêchant son retour en Top 14.
Le 20 février 2021, à 38 ans, il officialise sa retraite sportive, en déclarant : « Je me suis rendu compte que je n'avais plus la même volonté que lors de mes précédentes saisons en Nouvelle-Zélande. Alors entre le moment où j'ai compris ça, et où je me suis rendu compte que je ne voulais plus voyager à cause de la pandémie, je me suis dit que c'était le bon moment d'arrêter ».

### Carrière en équipe nationale
Dan Carter est sélectionné en équipe nationale pour la première fois en 2003. La même année, il participe à la  Coupe du monde mais au poste de centre : c'est Carlos Spencer qui est titulaire à l'ouverture. Il devient réellement un membre important des All Blacks lors de la tournée d'automne 2004 au Royaume-Uni et en France.
Sa renommée devient internationale lors de la saison 2005. Il devient le titulaire du poste de demi d'ouverture chez les All Blacks et chez les Canterbury Crusaders. C'est surtout lors du deuxième match de la tournée des Lions britanniques en 2005, où il bat le record de points marqués contre les Lions avec 33 points (deux essais, cinq pénalités et quatre transformations), que Carter explose, non seulement en raison du nombre de points inscrits, mais également de son influence sur la partie par son jeu au pied et par son jeu de pénétration. En 2005, il reçoit les titres de Joueur de l'année délivré par l'Association internationale des joueurs de rugby, et celui de meilleur joueur du monde par la fédération internationale.
Considéré comme le meilleur demi d'ouverture du monde depuis 2005, Dan Carter est détenteur du record des points inscrits en carrière, devant l'ancien All Black Andrew Mehrtens.

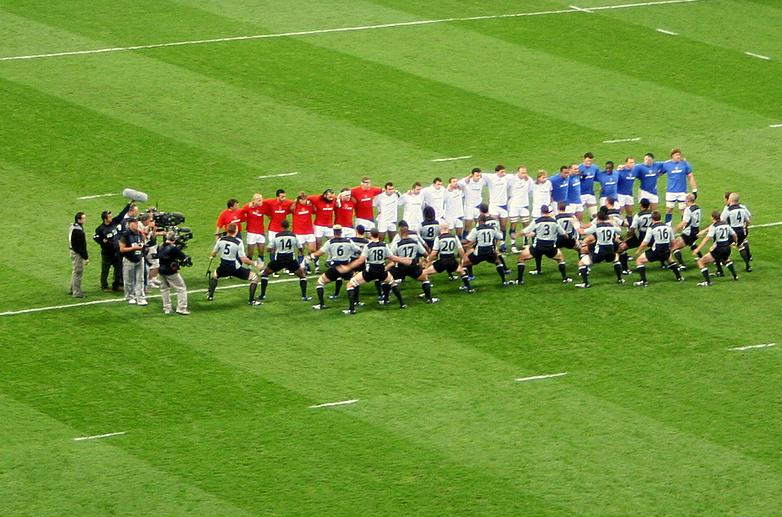
Quart-de-finale France - All Blacks en 2007.

Présenté comme la star, avec Richie McCaw, de l'équipe néo-zélandaise qui est susceptible de remporter la Coupe du monde 2007 en France, Carter cristallise les espoirs d'une nation qui attend un second titre depuis 1987. Néanmoins, lors de la compétition, son influence sur le jeu des All Blacks est moins prégnante car Carter n'a pas le même niveau qu'en 2005. Certaines voix estiment même que sa doublure Nick Evans devrait être titulaire. Cette méforme attribuée à une blessure est particulièrement visible lors du quart de finale de la Coupe du monde 2007 contre la France, match sur lequel Carter n'a que très peu pesé avant de sortir sur blessure. Le 21 août 2010, face à l'Afrique du Sud dans un match comptant pour le Tri-Nations 2010, il devient le meilleur marqueur de l'histoire en équipe nationale en marquant une pénalité à la 28e minute de jeu. 
Sélectionné pour faire partie de l'équipe de Nouvelle-Zélande appelé à disputer la Coupe du monde 2011, il dispute deux matchs contre le Tonga et la France mais est contraint de renoncer à la suite du Mondial à la veille du dernier match de poule contre le Canada. Blessé aux adducteurs, il est remplacé par Colin Slade, qui sera remplacé lui aussi à cause d'une blessure aux adducteurs par les deux joueurs des Chiefs Aaron Cruden et Stephen Donald.
En 2015, il participe à sa quatrième coupe du monde. Lors de cette édition disputée en Angleterre, il joue lors de six des sept rencontres de son équipe, inscrivant 82 points, dont 19 lors de la finale remportée 34 à 17 face à l'Australie avec deux transformations, quatre pénalités et un drop. Ce dernier est réussi à plus de quarante mètres de distance et s'avère décisif pour recreuser le score après un retour des Wallabies.

## Style de jeu
Dan Carter est un demi d'ouverture très complet aussi connu pour la qualité de son jeu au pied, que pour son jeu à la main. Gaucher, il n'a rien à envier aux capacités de buteur de son prédécesseur Andrew Mehrtens. Son taux de réussite à cet exercice le place comme l'un des meilleurs spécialistes mondiaux à l'instar de l'Anglais Jonny Wilkinson et du Sud-Africain Percy Montgomery, tous deux gauchers. Formé comme premier centre, Carter possède aussi une excellente capacité de pénétration, due entre autres à son gabarit puissant et à sa vitesse de course. Agile et vif, il est très difficile à attraper et c'est ce qui explique qu'il marque souvent des essais. 
Toutes ces particularités ont fait de Carter le prototype même du demi d'ouverture complet. Il est désigné Meilleur joueur du monde de l'International Rugby Board en 2005, 2012 et 2015.

## Palmarès

### En club
- Vainqueur du championnat des provinces (NPC puis Air New Zealand Cup) : 2001, 2004 et 2009
- Vainqueur du Super 12/14 : 2002, 2005, 2006 et 2008
- Vainqueur du Top 14 en 2009 (USAP) et 2016 (Racing)
- Finaliste de la Coupe d'Europe en 2016 et 2018
- Vainqueur de la Top League en 2019

### En équipe nationale
- Vainqueur du Tri-nations en 2003, 2005, 2006, 2007, 2008 et 2010
- Vainqueur dans le Rugby Championship, compétition qui succède au Tri-nations, en  2012 et 2013.
- Vainqueur de la Coupe du monde 2011 et 2015, quart de finaliste en 2007 et 3e en 2003

#### Coupe du monde
| Édition               | Rang               | Résultats Nouvelle-Zélande | Résultats D. Carter | Matchs D. Carter |
| --------------------- | ------------------ | -------------------------- | ------------------- | ---------------- |
| Australie 2003        | Troisième          | 6 v, 0 n, 1 d              | 5 v, 0 n, 0 d       | 5/7              |
| France 2007           | Quart de finaliste | 4 v, 0 n, 1 d              | 2 v, 0 n, 1 d       | 3/5              |
| Nouvelle-Zélande 2011 | Vainqueur          | 7 v, 0 n, 0 d              | 2 v, 0 n, 0 d       | 2/7              |
| Angleterre 2015       | Vainqueur          | 7 v, 0 n, 0 d              | 6 v, 0 n, 0 d       | 6/7              |

Légende : v = victoire ; n = match nul ; d = défaite.

#### Tri-nations
| Édition                 | Rang | Résultats Nouvelle-Zélande | Résultats D. Carter | Matchs D. Carter |
| ----------------------- | ---- | -------------------------- | ------------------- | ---------------- |
| Tri-nations 2003        | 1    | 4 v, 0 n, 0 d              | 1 v, 0 n, 0 d       | 1/4              |
| Tri-nations 2004        | 3    | 2 v, 0 n, 2 d              | 2 v, 0 n, 1 d       | 3/4              |
| Tri-nations 2005        | 1    | 3 v, 0 n, 1 d              | 1 v, 0 n, 1 d       | 2/4              |
| Tri-nations 2006        | 1    | 5 v, 0 n, 1 d              | 5 v, 0 n, 1 d       | 6/6              |
| Tri-nations 2007        | 1    | 3 v, 0 n, 1 d              | 3 v, 0 n, 1 d       | 4/4              |
| Tri-nations 2008        | 1    | 4 v, 0 n, 2 d              | 4 v, 0 n, 2 d       | 6/6              |
| Tri-nations 2009        | 2    | 3 v, 0 n, 3 d              | 2 v, 0 n, 1 d       | 3/6              |
| Tri-nations 2010        | 1    | 6 v, 0 n, 0 d              | 5 v, 0 n, 0 d       | 5/6              |
| Tri-nations 2011        | 2    | 2 v, 0 n, 2 d              | 2 v, 0 n, 0 d       | 2/4              |
| Rugby Championship 2012 | 1    | 6 v, 0 n, 0 d              | 4 v, 0 n, 0 d       | 4/6              |
| Rugby Championship 2013 | 1    | 6 v, 0 n, 0 d              | 2 v, 0 n, 0 d       | 2/6              |
| Rugby Championship 2015 | 2    | 2v, 0 n, 1 d               | 1 v, 0 n, 1 d       | 2/3              |

Légende 
 v = victoire ; n = match nul ; d = défaite. 
 En gras, résultats où la Nouvelle-Zélande remporte tous ses matchs.

### Distinctions
Dan Carter reçoit à trois reprises le titre de meilleur joueur du monde, titre décerné par l'International Rugby Board (IRB), devenu World Rugby en novembre 2014. En 2005, il obtient ce titre face aux Sud-Africains Bryan Habana et Victor Matfield, et ses compatriotes Richie McCaw et Tana Umaga. En 2012, il obtient son deuxième titre, les autres nommés étant l'Anglais Owen Farrell, le Néo-Zélandais Richie McCaw et le Français Frédéric Michalak. Après la coupe du monde 2015, il obtient son troisième titre, ses concurrents étant les Australiens Michael Hooper et David Pocock, le Gallois Alun Wyn Jones, l'Écossais Greig Laidlaw  et le All Black Julian Savea.
Il figure également parmi les derniers nommés lors des éditions de 2006, titre remporté par Richie McCaw, et 2008, remporté par le Gallois Shane Williams.
Carter est introduit en 2023 au Temple de la renommée World Rugby.

## Statistiques

### En club
- 2002 : Canterbury (National Provincial Championship)
  - 12 matches, 152 points.
- 2003-2008, 2010 : Crusaders (Super 12/14/15)
  - 69 matchs, 922 points : 25 essais, 157 transformations, 156 pénalités, 5 drops (13,36 points/match)
  - Meilleur réalisateur du Super 14 en 2006 avec 221 points (5 essais, 38 transformations, 37 pénalités, 3 drops)
- 2008-2009 : USA Perpignan (Top 14)
  - 5 matchs, 45 points.

### En équipe nationale
Depuis 2003, Dan Carter dispute 112 matchs avec l'équipe de Nouvelle-Zélande au cours desquels il marque 29 essais, 293 transformations, 8 drops et 281 pénalités pour un total de 1 598 points. Il participe notamment à douze Tri-nations depuis 2003, disputant 41 rencontres et inscrivant 554 points se décomposant en six essais,  120 pénalités, quatre drops et 76 transformations. 
En coupe du monde, où son bilan est de 191 points avec trois essais, 17 pénalités, trois drops et 58 transformations, il participe à seize rencontres, dont quatorze en tant que titulaire, en quatre participations. En 2003, il dispute cinq matchs, contre l'Italie, le Canada, les Tonga, l'Afrique du Sud et la France, et marque 48 points (deux essais et 19 transformations). En 2007, il joue trois matchs, contre l'Italie, l'Écosse et la France et marque 40 points (un essai, dix transformations et cinq pénalités). Lors de l'édition 2011, il joue contre les Tonga et la France et marque 21 points (six transformations, un drop et deux pénalités). En 2015, il dispute six matchs, contre l'Argentine, la Géorgie, les Tonga, la France, l'Afrique du Sud et l'Australie et inscrit 82 points, dix pénalités, deux drops, 23 transformations.